# لاتينية كنسية
اللاتينية الكنسية، وتسمى أيضًا لاتينية الكنيسة أو اللاتينية الليتورجية أو اللاتينية الإيطالية، هي شكل من أشكال اللغة اللاتينية تم تطويرها في البداية لمناقشة الفكر المسيحي واستخدمت لاحقًا كلغة تواصل مشتركة من قبل الطبقة العليا في العصور الوسطى والحقبة الحديثة المبكرة في أوروبا. وهي تتضمن كلمات من اللاتينية العامية واللاتينية الكلاسيكية (بالإضافة إلى اليونانية والعبرية) المعاد صياغتها بمعنى مسيحي. إنها أقل منمقة وأكثر صرامة في الشكل من اللاتينية الكلاسيكية، حيث تشارك معها المفردات والأشكال والنحو، بينما تتضمن في نفس الوقت عناصر غير رسمية كانت دائمًا مع اللغة ولكن تم استبعادها من قبل المؤلفين الأدبيين لللاتينية الكلاسيكية.
تم توحيد نطقها جزئيًا في أواخر القرن الثامن خلال عصر النهضة الكارولنجية كجزء من الإصلاحات التعليمية لشارلمان، وتم اعتماد هذا النطق الجديد حرفًا بحرف، المستخدم في فرنسا وإنجلترا، وفي إيبيريا وإيطاليا بعد قرنين من الزمان. مع مرور الوقت، تباعد النطق اعتمادًا على اللغة المحلية المحلية، مما أدى إلى ظهور أشكال شديدة الاختلاف مثل النطق الإنجليزي التقليدي للغة اللاتينية، والتي تم التخلي عنها الآن إلى حد كبير لقراءة النصوص اللاتينية. داخل الكنيسة الكاثوليكية وفي بعض الكنائس البروتستانتية، مثل الكنيسة الأنجليكانية، أصبح النطق المُستند إلى علم الأصوات الإيطالي الحديث شائعًا خلال القرن العشرين.
كانت اللغة اللاتينية الكنسية هي لغة الطقوس الليتورجية في الكنيسة الرومانية الكاثوليكية وكذلك الكنيسة الأنجليكانية والكنيسة اللوثرية والكنيسة الميثودية والطقوس الغربية للكنيسة الأرثوذكسية الشرقية. اليوم، تُستخدم اللاتينية الكنسية بشكل أساسي في الوثائق الرسمية للكنيسة الكاثوليكية، وفي قداس ترايدنت، ولا يزال رجال الدين يتعلمونها.
تختلف اللغة اللاتينية الكنسية المستخدمة في الأعمال اللاهوتية والطقوس الليتورجية والإعلانات العقائدية من حيث الأسلوب: فهي بسيطة نحويًا في نسخة الكتاب المقدس فولغاتا، وهيراطيقية (مقيدة للغاية) في القانون الروماني للقداس، ومقتضبة وتقنية في كتاب الخلاصة اللاهوتية لتوما الأكويني، ومؤلفا شيشرون. ومعقدة نحويًا في الرسالة العامة للبابا يوحنا بولس الثاني فيدس ات راتيو.

## الاستخدام الحالي
لا تزال اللاتينية هي اللغة الرسمية للكرسي الرسولي والطقس الروماني للكنيسة الكاثوليكية. حتى ستينيات القرن العشرين وما زال في وقت لاحق في الكليات الرومانية مثل الجامعة الغريغورية الحبرية، درس الكهنة الكاثوليك اللاهوت باستخدام الكتب المدرسية اللاتينية وكانت لغة التدريس في العديد من المعاهد اللاهوتية أيضًا لاتينية، والتي كانت تُنظر إليها على أنها لغة آباء الكنيسة. ومع ذلك، فقد انخفض استخدام اللاتينية في علم أصول التدريس والبحث اللاهوتي منذ ذلك الحين. ومع ذلك، يتطلب القانون الكنسي أن يوفر تكوين المعاهد الدينية تدريبًا شاملاً في اللغة اللاتينية، على الرغم من أن «استخدام اللاتينية في المعاهد والجامعات البابوية قد تضاءل الآن إلى حد الانقراض». لا تزال اللغة اللاتينية الكنيسة تسخدم خلال التجمعات الدولية للقادة الكاثوليك، مثل المجمع الفاتيكاني الثاني، وفي المجمع المغلق لانتخاب بابا جديد. كانت الجمعية العامة العاشرة لسينودس الأساقفة في عام 2004 هي أحدث مجموعة نقاشات ناطقة باللغة اللاتينية.
على الرغم من أن اللغة اللاتينية هي اللغة الليتورجية التقليدية للكنيسة الغربية (اللاتينية)، إلا أن الاستخدام الليتورجي للغة العامية قد ساد منذ الإصلاحات الليتورجية التي أعقبت المجمع الفاتيكاني الثاني: ينص القانون الليتورجي للكنيسة اللاتينية على أنه يجوز الاحتفال بالقداس إما باللغة اللاتينية أو لغة أخرى تمت الموافقة شرعيًا على النصوص الليتورجية المترجمة من اللاتينية. الإذن الممنوح لمواصلة استخدام قداس ترايدنت في شكله عام 1962 يسمح باستخدام اللغة العامية في إعلان قراءات الكتاب المقدس بعد قراءتها لأول مرة باللغة اللاتينية.
في الكنائس البروتستانتية التاريخية، مثل الطائفة الأنجليكانية والكنائس اللوثرية، تُستخدم اللغة اللاتينية الكنسية أحيانًا في احتفالات النشد بالقداس.